# Coppa FIRA 1975-1976
La Coppa FIRA 1975-76 (in francese Trophée européen FIRA 1975-76), anche Coppa Europa 1975-76, fu il 16º campionato europeo di rugby a 15 organizzato dalla FIRA.
Si tenne dal 25 ottobre 1975 al 4 aprile 1976 tra 6 squadre che si affrontarono con la formula del girone unico.
La Francia tornò al successo subito dopo il secondo break impostole dalla Romania e iscrisse il suo nome nell'albo d'oro per la 14ª volta su 16 edizioni del torneo.
Retrocessi i Paesi Bassi, il loro posto fu preso dal Marocco, che conquistò la promozione per il maggior numero di punti marcati rispetto alla Cecoslovacchia, classificatasi prima nell'altro gruppo della 2ª divisione a parità di punti in classifica e differenza punti marcati.
L'Italia, sotto la guida di Roy Bish, si assicurò la seconda piazza battendo in sequenza Polonia, Paesi Bassi e Spagna e cedendo, pur con significativi progressi nel gioco, solo contro la Francia XV a Milano prima di battere nei minuti finali di quello che fu a posteriori lo spareggio per il secondo posto la Romania campione uscente, che a Parma stava conducendo nel punteggio a 4 minuti dalla fine per poi venire sconfitta dall'Italia 12-13.
Anche in tale edizione furono assegnati 3 punti per la vittoria, 2 per il pareggio, 1 per la sconfitta e 0 punti alla squadra che dichiarasse forfait.

## Squadre partecipanti
| 1ª divisione | 2ª divisione   | 2ª divisione   |
| 1ª divisione | Girone A       | Girone B       |
| ------------ | -------------- | -------------- |
| Francia      | Belgio         | Cecoslovacchia |
| Italia       | Germania Ovest | Jugoslavia     |
| Paesi Bassi  | Marocco        | Svizzera       |
| Polonia      |                |                |
| Romania      |                |                |
| Spagna       |                |                |

## 1ª divisione
| Data       | Incontro                 | Risultato | Sede      |
| ---------- | ------------------------ | --------- | --------- |
| 25-10-1975 | Italia ― Polonia         | 28-13     | Treviso   |
| 2-11-1975  | Romania ― Polonia        | 20-9      | Bucarest  |
| 23-11-1975 | Paesi Bassi ― Italia     | 0-24      | Apeldoorn |
| 23-11-1975 | Francia ― Romania        | 36-12     | Bordeaux  |
| 7-12-1975  | Paesi Bassi ― Spagna     | 4-4       | Amsterdam |
| 20-12-1975 | Spagna ― Italia          | 6-19      | Madrid    |
| 11-1-1976  | Francia XV ― Paesi Bassi | 71-6      | Lilla     |
| 7-2-1976   | Italia ― Francia XV      | 11-23     | Milano    |
| 28-2-1976  | Spagna ― Francia XV      | 0-36      | Madrid    |
| 26-3-1976  | Paesi Bassi ― Romania    | 3-27      | Hilversum |
| 4-4-1976   | Polonia ― Francia XV     | 18-34     | Cracovia  |
| 11-4-1976  | Polonia ― Paesi Bassi    | 12-3      | Lublino   |
| 26-4-1976  | Italia ― Romania         | 13-12     | Parma     |
| 2-5-1976   | Romania ― Spagna         | 16-7      | Bucarest  |
| 15-5-1976  | Polonia ― Spagna         | 17-14     | Białystok |

|               | Classifica  | G | V | N | P | PF  | PS  | P±   | PT |
| ------------- | ----------- | - | - | - | - | --- | --- | ---- | -- |
|               | Francia     | 5 | 5 | 0 | 0 | 200 | 47  | +153 | 15 |
|               | Italia      | 5 | 4 | 0 | 1 | 95  | 54  | +41  | 13 |
|               | Romania     | 5 | 3 | 0 | 2 | 87  | 68  | +19  | 11 |
|               | Polonia     | 5 | 2 | 0 | 3 | 69  | 99  | -30  | 9  |
|               | Spagna      | 5 | 0 | 1 | 4 | 31  | 92  | -61  | 6  |
| Retrocessione | Paesi Bassi | 5 | 0 | 1 | 4 | 16  | 138 | -122 | 6  |

## 2ª divisione

### Girone A
| Data       | Incontro                 | Risultato | Sede       |
| ---------- | ------------------------ | --------- | ---------- |
| 26-10-1975 | Germania Ovest ― Belgio  | 43-3      | Hannover   |
| 8-11-1975  | Belgio ― Marocco         | 7-22      | Bruxelles  |
| 28-3-1976  | Marocco ― Germania Ovest | 30-3      | Casablanca |

|  | Classifica     | G | V | N | P | PF | PS | P±  | PT |
|  | -------------- | - | - | - | - | -- | -- | --- | -- |
|  | Marocco        | 2 | 2 | 0 | 0 | 52 | 10 | +42 | 6  |
|  | Germania Ovest | 2 | 1 | 0 | 1 | 46 | 33 | +13 | 4  |
|  | Belgio         | 2 | 0 | 0 | 2 | 10 | 65 | -55 | 2  |

### Girone B
| Data       | Incontro                    | Risultato | Sede    |
| ---------- | --------------------------- | --------- | ------- |
| 26-10-1975 | Cecoslovacchia ― Jugoslavia | 28-3      | Zlín    |
| 16-11-1975 | Svizzera ― Cecoslovacchia   | 7-22      | Losanna |
| 25-4-1976  | Jugoslavia ― Svizzera       | 31-4      | Spalato |

|  | Classifica     | G | V | N | P | PF | PS | P±  | PT |
|  | -------------- | - | - | - | - | -- | -- | --- | -- |
|  | Cecoslovacchia | 2 | 2 | 0 | 0 | 51 | 9  | +42 | 6  |
|  | Jugoslavia     | 2 | 1 | 0 | 1 | 34 | 32 | +2  | 4  |
|  | Svizzera       | 2 | 0 | 0 | 2 | 10 | 54 | -44 | 2  |